# Варавка Георгій Михайлович
Георгій Михайлович Варавка (6 травня 1871, Карлівка — 23 березня 1935) — приват-доцент, санітарний лікар, громадський діяч, дворянин.

## Біографія
Нардився 6 травня 1871 року у Карлівці. До 1899 року — земський лікар на Полтавщині.
В 1917—1923 роках працював у Київському медичному інституті. Брав активну участь у створенні в Києві товариства швидкої допомоги. Сприяв втечі пораненого революціонера Жаданівського — керівника повстання саперів 1905 року.
З 1924 року викладав у Київському інституті удосконалення лікарів.

Могила Георгія Варавки

Помер 23 березня 1935 року. Похований в Києві на Лук'янівському цвинтарі (ділянка № 21, ряд 13, місце 5).

## Родина
Був одружений з Степанидою Кирилівною Татарнець, дочкою керівника економії поміщика на Полтавщині. У них була дочка Олександра — вчителька, чоловік якої Василь Дмитрович Ткаченко учасник радянсько-німецької війни, син учасника революції 1905 року.